# Born in the U.S.A.
Born in the U.S.A. is het zevende studioalbum van de Amerikaanse zanger Bruce Springsteen, uitgebracht op 4 juni 1984.
Born in the U.S.A. was het best verkopende album in de Verenigde Staten in 1985 en ook Springsteens succesvolste album ooit, met 15 miljoen verkochte albums in Amerika en wereldwijd een verkoop van 30 miljoen exemplaren. Van het album 'Born in the U.S.A.' werden zeven singles een top 10-hit. Het album plaatste Springsteen hoog in de hitlijsten.
Het verschijnen van het album Born in the U.S.A. ging vergezeld van een twee jaar durende internationale tournee. Springsteens fans maakten tijdens de tournee kennis met Nils Lofgren en met achtergrondzangeres Patti Scialfa. Het titelnummer Born in the USA achtervolgde Springsteen nog lang, niet in de laatste plaats omdat velen (onder wie de Amerikaanse president Ronald Reagan) het nummer interpreteerden als een patriottische lofzang op de Verenigde Staten en de American Dream. In werkelijkheid was het een kritische beschouwing over de gevolgen van de Vietnamoorlog en de economische crisis. De tournee eindigde op 2 oktober 1985.

## Onderscheidingen
Het album kreeg verschillende nominaties en onderscheidingen.
| Jaar | Onderscheiding         | Categorie                                                                 |
| ---- | ---------------------- | ------------------------------------------------------------------------- |
| 1984 | American Music Awards  | Favorite Pop/Rock Single (voor "Dancing in the Dark") (winnaar)           |
| 1984 | American Music Awards  | Favorite Pop/Rock Male Artist (nominatie)                                 |
| 1984 | American Music Awards  | Favorite Pop/Rock Male Artist Video (nominatie)                           |
| 1985 | Grammy Awards          | Best Rock Vocal Performance – Male (voor "Dancing in the Dark") (winnaar) |
| 1985 | Grammy Awards          | Record of the Year (voor "Dancing in the Dark") (nominatie)               |
| 1985 | Grammy Awards          | Album of the Year (nominatie)                                             |
| 1985 | American Music Awards  | Favorite Pop/Rock Album (winnaar)                                         |
| 1985 | American Music Awards  | Favorite Pop/Rock Male Artist (winnaar)                                   |
| 1985 | American Music Awards  | Favorite Pop/Rock Male Artist Video (winnaar)                             |
| 1985 | MTV Video Music Awards | Best Stage Performance Video (voor "Dancing in the Dark") (winnaar)       |
| 1985 | MTV Video Music Awards | Best Overall Performance (voor "Dancing in the Dark") (nominatie)         |
| 1985 | MTV Video Music Awards | Best Male Video (voor "Glory Days") (nominatie)                           |
| 1985 | Juno Awards            | International Album of the Year (winnaar)                                 |
| 1986 | Grammy Awards          | Record of the Year (voor "Born in the U.S.A.") (nominatie)                |
| 1986 | Brit Awards            | Best International Solo Artist (winnaar)                                  |
| 1986 | MTV Video Music Awards | Best Overall Performance (voor "Glory Days") (nominatie)                  |

## Tracklist
Alle muziek en teksten zijn geschreven door Bruce Springsteen. 
| 1.                 | Born in the U.S.A.     | 4:39 |
| 2.                 | Cover Me               | 3:27 |
| 3.                 | Darlington County      | 4:48 |
| 4.                 | Working on the Highway | 3:11 |
| 5.                 | Downbound Train        | 3:35 |
| 6.                 | I'm on Fire            | 2:37 |
| 7.                 | No Surrender           | 4:00 |
| 8.                 | Bobby Jean             | 3:46 |
| 9.                 | I'm Goin' Down         | 3:29 |
| 10.                | Glory Days             | 4:15 |
| 11.                | Dancing in the Dark    | 4:00 |
| 12.                | My Hometown            | 4:34 |
| Totale duur: 46:57 |                        |      |

## Bezetting

### The E Street Band
- Bruce Springsteen – zang, gitaar, akoestische gitaar
- Roy Bittan – piano, synthesizer, achtergrondzang
- Clarence Clemons – saxofoon, percussie, achtergrondzang
- Danny Federici – orgel, glockenspiel, piano op "Born in the U.S.A."
- Garry Tallent – basgitaar, achtergrondzang
- Steven Van Zandt – akoestische gitaar, mandoline
- Max Weinberg – drums, achtergrondzang

### Extra muzikanten
- Richie "La Bamba" Rosenberg – achtergrondzang op "Cover Me" and "No Surrender"
- Ruth Davis, achtergrondmuziek op "My Hometown"

### Productie
- Bob Clearmountain – mixing
- John Davenport – assistent geluidstechnicus
- Jeff Hendrickson – assistent geluidstechnicus
- Andrea Klein – design, coverdesign
- Bruce Lampcov – assistent geluidstechnicus
- Annie Leibovitz – fotografie
- Bob Ludwig – mastering
- Bill Scheniman – geluidstechnicus
- Toby Scott – geluidstechnicus
- Billy Straus – assistent geluidstechnicus
- Zoe Yanakis – assistent geluidstechnicus

E Street Band: Bruce Springsteen · Roy Bittan · Nils Lofgren · Patti Scialfa · Garry Tallent · Steven Van Zandt · Max Weinberg
Jake Clemons · Charles Giordano · Soozie Tyrell
Voormalige leden: Ernest Carter · Clarence Clemons · Danny Federici · Vini Lopez · David Sancious
Voormalige tourmuzikanten:
Everett Bradley · Barry Danielian · Clark Gayton · Curtis King · Suki Lahav · Ed Manion · The Miami Horns · Cindy Mizelle · Michelle Moore · Tom Morello · Curt Ramm · Jay Weinberg